# لیکویی تاج‌خاکستری
لیکویی تاج‌خاکستری (نام علمی: Pomatostomus temporalis) نام یک گونه از تیره لیکویان استرالزی است.